# Crispín Martínez Pérez
Crispín Martínez Pérez (Aibar, Navarra, 1903-Tafalla, 17 de agosto de 1957) fue un pintor y escultor español bastante polifacético que creó carteles, diseñó mobiliario y decoró teatros además de trabajar como publicista. Incluso durante algunos años fue intérprete de lírica en Logroño. Pertenece a la generación de pintores de Navarra nacidos a finales del siglo XIX y principios del XX junto a artistas como Emilio Sánchez Cayuela, Leocadio Muro Urriza, Karle Garmendia, Eugenio Menaya, Antonio Cabasés, Rosa Iribarren, Juan Viscarret o Pedro Lozano de Sotés y su esposa Francis Bartolozzi, madrileña afincada en Navarra durante más de sesenta años.

## Biografía
De familia modesta, sus padres fueron Manuel Martínez, con una ocupación en el campo de la veterinaria, natural de la misma localidad de Aibar, y de Clotilde Pérez, nacida en la riojana localidad de Quel, costurera de profesión. Fue el penúltimo de ocho hermanos.
Por motivos laborales la familia se trasladó a  San Sebastián donde transcurrieron sus primeros años y empieza a ejecutar sus primeros dibujos. Hacia 1917 se afincó en Pamplona y al año siguiente, en 1918, asistió brevemente a la Escuela de Artes y Oficios de Pamplona y siguió algunas lecciones en la Academia de Javier Ciga, pero también las abandonó pronto.
Tras su primera exposición en Pamplona, la Diputación Foral de Navarra le concede una beca que le permite acudir a Madrid a formarse. El pintor guipúzcoano, Elías Salaverría le recomienda no ingresar en academia alguna por lo que se formó de manera autodidacta asistiendo a museos y exposiciones o estudiando en los libros; se le puede considerar por ello como un autodidacta completo. En 1924 presenta una exposición en París según crónicas de críticos franceses.
Durante su permanencia en Logroño, de 1929 a 1934, se entregó a la preparación de escenografías para el Teatro Bretón de los Herreros, donde intervino como intérprete de algunas zarzuelas, llevado de su interés por el teatro y facilidad para el canto (había sido miembro del Orfeón Pamplonés). 
Falleció en un accidente de automóvil cerca de Tafalla en 1957 haciéndose amplio eco del hecho la prensa regional que le dedicara varias reseñas y páginas en los días siguientes.

## Obras
Sus pintores más admirados fueron El Greco y Goya, así como el Zuloaga retratista, el Anglada decorador y Rusiñol como paisajista.
Como pintor cultivó los géneros de paisaje y retrato. Es poco conocida su pintura de las tierras navarro orientales, interpretadas con exactitud (“Plaza de la Virgen de Aibar”, “La Foz”, 1924 y 1957). Hizo también algunas escenas costumbristas, pintura religiosa (“El regreso del hijo pródigo” para la iglesia de San Francisco Javier de Pamplona, 1952) y decoraciones de muros, mobiliario e incluso vestuario teatral, gracias a su habilidad artesanal. Modeló en barro y dejó un solo ejemplo de escultura en mármol -el “Busto de María Teresa de Torres” (1948), del Ayuntamiento de Aibar- con difuminado praxiteliano.
Su versatilidad le hizo descubrir nuevas técnicas de aplicación del óleo y experimentó con plásticos y caucho. Lo mejor de su producción artística es el retrato, no ya pictórico, donde obtuvo buenos resultados (“Retrato de Silvia Lacunza de Barragán”, 1951), sino en el campo del dibujo al carboncillo, pastel, sanguina o bistre. En sus retratos, y más en los realizados al pastel, supo comprender la forma de interpretarla con la luz y el color de manera magistral. Son de obligado recuerdo los retratos de personajes históricos que hiciera para el diario “Arriba España” en 1936-37 (“Mola, Franco, José Antonio, Hedilla”, etc.) y otros sobre tipos populares como “El Campesino”, segundo premio del Certamen Científico, Literario y Artístico de Pamplona (1928).
También cartelista, realizará los carteles anunciadores de Sanfermines de los años 1940 y 1945.
Sus exposiciones no fueron muy numerosas. Cabe destacar las de Madrid y París de 1924, la del Ateneo de Logroño de 1927 y la del hall del Teatro Gayarre de 1936. Póstumamente, el homenaje realizado por los artistas navarros en el Centro de exposiciones de la Caja de Ahorros Municipal de Pamplona.
En 2009 el ayuntamiento de Aibar recibió una donación de 20 obras realizada por el sacerdote Agustín Rodríguez y pertenecientes a la colección de la viuda de Machiñena, Mª Teresa Torres Blasco.

## Premios y reconocimientos
- 1923 - Beca de la Diputación Foral de Navarra para estudiar en Madrid.
- 1928 - Segundo Premio del Certamen Científico, Literario y Artístico del Ayuntamiento de Pamplona por el cuadro "El campesino".
- 1928 - Medalla de Plata del Ayuntamiento de Pamplona por el cuadro "Mamita".
- 1955 - Premio de la Caja de Ahorros Municipal de Pamplona por el cartel bajo el lema "Clopper"